# Niekerk (Westerkwartier)
Niekerk (Gronings: Nijkèrk) is een plaats in de gemeente Westerkwartier in de provincie Groningen in Nederland. Niekerk telt ongeveer 1.370 inwoners en vormt samen met Oldekerk een dubbeldorp.

## Geografie en voorzieningen
Niekerk ligt op de keileem- en dekzandrug waarop ook de buurdorpen Oldekerk en Faan liggen. De oude as van het dorp is de Zandumerweg. Het noordwestelijke deel van het dorp vormde vroeger het buurtje De Wijk (rond de weg Oude Wijk). Ten noordwesten daarvan lagen achtereenvolgens de buurten Het Zand (aan de Zandumerweg bij het Niekerkerdiep) en Kroonsfeld (aan noordzijde van de Kroonsfeldweg). Het zuidelijk deel van het dorp werd gevormd door het buurtje Smidshorn (aan de Smidshornerweg). Ten westen van Smidshorn ligt nog altijd het buurtje Eekeburen, waar zich het gelijknamige zwembad bevindt en dat het dorp verbindt met buurdorp Oldekerk. Aan oostzijde ligt het dorpje Faan.
Ten noorden van Niekerk en Oldekerk ligt de deelpolder Noorderland en ten zuiden van beide dorpen de deelpolder Zuiderland, die sinds 1879 samen de 1979 hectare grote polder Hoop en Verwachting vormen. In het Noorderland lag vroeger het Oldekerkermeer, dat eind 19e eeuw werd drooggelegd.
Het Niekerkerdiep ten noorden van Niekerk vormt een restant van het oude Kolonelsdiep (Caspar de Roblesdiep) en is aan oostzijde bij Briltil verbonden met het Hoendiep en stroomt aan westzijde via een aantal sloten in het Wolddiep bij 'Oude Gaarkeuken', om zich voorbij de polder De Bombay bij Peebos voort te zetten als de Doezumertocht. Ten noorden van de Havenstraat, waar vroeger het haventje van Niekerk lag, vormt de Katerhals een verbinding naar het Van Starkenborghkanaal.
Het dorp heeft een redelijk voorzieningsniveau met verschillende winkels, een dorpshuis en een café.

## Geschiedenis

### Naam en kerk
De herkomst van de naam is niet met zekerheid bekend, maar aangenomen wordt dat de naam is ontleend aan het stichten van een kerk alhier vanuit Oldekerk, al is dit niet met zekerheid bekend. De eerste vermelding van de plaats dateert van 1385 en vermeldt reeds 'Olde unde Niekerke ende Phane'. De kerk van Oldekerk werd later afgebroken, zodat Niekerk nu een oudere kerk heeft dan Oldekerk.
De oudste sporen van bewoning zijn tijdens opgravingen in 1995 en 1996 gevonden in de vorm van haardkuilen in de polder Het Zuiderland ten zuiden van Niekerk, waarvan de oudheid door C14-datering dateert uit ongeveer 7000 v.Chr. Het betrof hier tijdelijke bewoning in het stroomdal van de Oude Riet. Permanente bewoning vond plaats tijdens de trechterbekercultuur en enkelgrafcultuur, waarvan resten zijn teruggevonden bij Oosterzand en Kuzemer. Tussen ongeveer 2000 v.Chr. en de vroege middeleeuwen is er voor zover bekend geen permanente bewoning in het gebied geweest. In de middeleeuwen vestigden boeren zich op een strook heide en bos tussen het Oldekerkermeer en het Faan, het begin van het huidige dorp. In dit gehucht werd waarschijnlijk vanuit Oldekerk rond het jaar 1000 (volgens bronnen) een houten kerkje gesticht, dat op zijn vroegst in de 12e of eerste helft van de 13e eeuw vervangen werd door een stenen kerkje (over een houten kerk bestaan echter geen bronnen). De parochie werd opgedeeld in een noorderkluft en een zuiderkluft, die van elkaar gescheiden werden door de Zandumerweg; de oude as van het dorp. Hier ontstond ook het loug; de dorpskom. De parochie vormde vroeger onderdeel van de oude landstreek Oosterdeel-Langewold, een onderkwartier van het Westerkwartier. In de late middeleeuwen streefde Niekerk Oldekerk voorbij in belang. Kerkelijk vormde Niekerk een gemeente met Oldekerk en Faan, waar ook een kerkje stond. Rond 1616 werd Oldekerk bij Sebaldeburen gevoegd, maar in 1683 kocht dat dorp zich weer los om weer bij Niekerk te kunnen worden gevoegd. Het kerkje van Faan werd daarop te klein voor de diensten en werd alleen nog gebruikt voor bijzondere diensten.

### Huis Bijma: Van Byler en De Mepsche

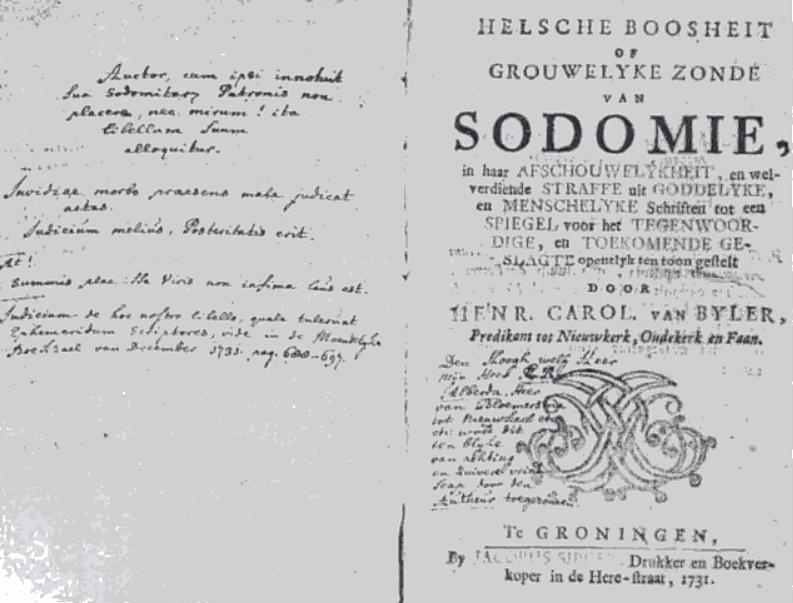
Het werk van Byler: Helsche Boosheit of Grouwelyke Zonde van Sodomie uit 1730 waarmee het monsterproces van Faan begon

In 1722 kwam dominee Henricus Carolinus van Byler naar de kerk van Niekerk. Hij was een studievriend van borgheer Rudolf de Mepsche en een fel oranjegezinde antisemitiet, antipapist en homohater. De Mepsche en Maurits Clant van de Hanckemaborg waren in die tijd verwikkeld in een machtsstrijd, waarbij eigengeërfden een grote rol speelden. Beide mannen 'creëerden' eigengeërfden door grond te verkopen in ruil voor stemmen op de landdag van de Ommelanden, wanneer er een grietman gekozen moest worden. De Mepsche verkocht hierbij zelfs de vicarieheerd van Niekerk. Hij greep waarschijnlijk ook Bylers manifest 'Helsche boosheyt of grouwelijke zonde van sodomie' uit 1732 aan om zich van zijn tegenstander te ontdoen door verschillende eigengeërfden die zijn kant hadden gekozen aan te klagen voor 'sodomie'. Deze Faansche Gruwelen kostten uiteindelijk het leven van ruim 20 mensen, die door Byler en de Mepsche werden gewurgd op 'de giesellap' (in De Bongerd, in Zuidhorn), nadat ze daarvoor waren gemarteld in de kelders van Huis Bijma. Deze actie leidde ertoe dat Mepsche werd aangeklaagd in een aantal processen en uiteindelijk werd weggepromoveerd naar de Wedderborg. Byler vertrok in 1735 naar Oosterhesselen, waarop dorpsbewoners uit Niekerk zich tegen de invloed van de heer van Bijma en zijn consorten begonnen te verzetten. In 1747 verloor De Mepsche al zijn bezittingen in en rond Niekerk en in 1759 wist de kerk de vicarieheerd weer terug te kopen. Huis Bijma bleef echter nog lange tijd de dienst uitmaken in het dorp. In de 19e eeuw waren verschillende burgemeesters tevens heer van Bijma en rond 1830 was het de heer van Bijma die er een vrijzinnige dominee doordrukte, wat waarschijnlijk mede reden was dat de (conservatieve) Afscheiding kort daarop ook in Niekerk veel aanhang opleverde.

### Bloemersma en andere heerden
Niekerk was dus een agrarisch dorp, waar boeren uit de omtrek de dienst uitmaakten. Bekende eigengeërfden waren die van de Yelkemaheerd (reeds genoemd in 1473) en de Torringaheerden. De Yelkemaheerd werd reeds in 1600 gerechtelijk verkocht. De laatste Torringaheerd (aan de Zuiderweg) brandde af in 1975. De bekendste heerd van Niekerk was echter Bloemersma: In de noorderkluft worden in het klauwboek van Tjassens in 1626 een Bloem- of Koyterstede (of Coiterstede) en een Aldringaheerd genoemd. Later komt daar een Bloemers- óf Aldringaheerd voor, die zich bevond tussen de Zandumerweg en de Oude Weg. De laatstgenoemde heerd werd in 1639 gekocht door Pabo Broersema van de Hanckemaborg, die hem weer vererfde aan Tjaert toe Nansum. In 1651 werd de heerd gerechtelijk verkocht aan Geert Aldringa van (de grote borg te) Feerwerd, die de heerd mogelijk het aanzien gaf van een borg en in 1688 ook Huis Bijma verwierf. Hij kocht verder verschillende heerden en rechten in de omgeving op. In 1689 kreeg Geerts zoon Jebbo Bijma en in 1701 verkreeg zijn zoon Assuerus Bijma. Assuerus werd 'heer van Niekerk' genoemd. Na de dood van Jebbo ging de Aldringaheerd in 1712 over aan zijn neef Rudolf de Mepsche, die in 1723 ook Bijma verwierf. Waarschijnlijk was het de Mepsche die de Aldringaheerd hernoemde tot 'Bloemersma'. In 1728 verkocht de Mepsche Bloemersma aan Edzard Reint Alberda. Toen hij Bloemersma bewoonde was er sprake van een 'minderhuis' (of er dus echt een borg is geweest is niet met zekerheid te stellen), hoven, plantages, singels en grachten. Hoewel Alberda zich 'van Bloemersma' noemde, woonde hij zelf in de stad. Met de rechtszaken tegen de Mepsche die voortvloeiden uit het monsterproces van Faan, wist Alberda in de jaren 1750 ook de rechten die de Mepsche bij de verkoop van Bloemersma afgescheiden had, te kopen van Mepsche. Toen hij in dezelfde periode ook Bijma verwierf, ging hij daar wonen. Bloemersma werd vervolgens weer verbouwd tot een heerd (in 1754 Bloemersma- of Aldringaheerd genoemd). De grachten verdwenen in de eerste helft van de 20e eeuw en in 1958 sneuvelde de laatste schuur bij een brand. Ten zuiden van de borg, aan de Zandumerweg 9, was eerder al boerderij Bloemersma gebouwd. Op de plek van de borg ligt nu een grasland, dat later werd verkaveld, zodat van de contouren van de borgstee niets meer te zien is. Aan de Aldringa's herinnert de Aldringastraat. Het wapen van de Aldringa's (een adelaar) werd opgenomen in het wapen van de gemeente Oldekerk, maar dit wapen werd niet overgenomen in het wapen van de gemeente Grootegast, waar Oldekerk in 1990 in opging.

### Dorpsuitbreidingen

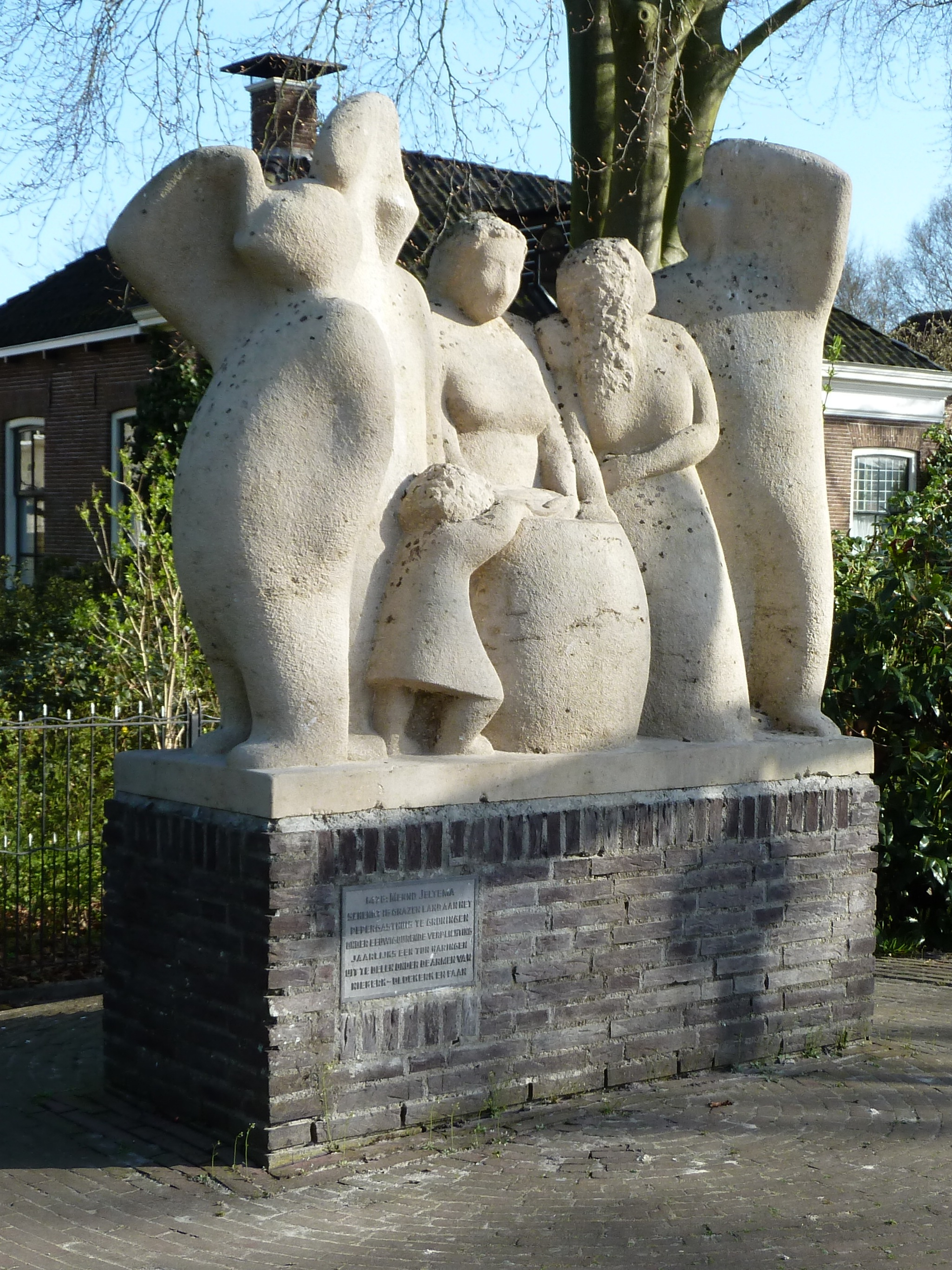
Kunstwerk De Haringeters (1983) voor de kerk

Niekerk is in de loop der tijd eerst uitgebreid naar het westen op gronden van de pastorieboerderij (waarvoor de inwoners nog altijd een klein bedrag aan vaste huur betalen) en later naar het oosten. Nog later ontstond de nu kenmerkende lintbebouwing. Rond 1730 was in Niekerk reeds sprake van een loug (dorpskom) met rentenierende boeren en landarbeiders en een kleine middenstand, waaronder een herbergier, schippers, kramers, timmerlieden, een kuiper, een schoenmaker en een smid. In de 20e eeuw werd het dorp met name na de Tweedewereldoorlog zowel aan west- als aan oostzijde uitgebreid. Hierdoor is het dorp ook aan Oldekerk vastgegroeid. In de jaren 2000 werd op de plek van de oude school inbreiding gepleegd.

### Haringuitreiking
In 1476 liet de Niekerkster hereboer Menno Jeltema (volgens andere bronnen Menso Fockema of Menno Feltema) in een legaat 16 grazen land onder Faan na aan het Pepergasthuis in de stad Groningen, onder de voorwaarde dat dit ieder jaar op de woensdag voorafgaand aan Pasen een ton haringen aan de armen van het dorp zou schenken. Zou dit niet worden nagekomen, dan mocht de geestelijkheid van Faan de helft van de landerijen 'aantasten'. In 1979 werd deze verplichting afgekocht, maar de uitreiking wordt sindsdien voortgezet door de dat jaar opgerichte Menno Jeltemastichting. Na een aantal jaren van financiële moeilijkheden, werd de stichting in 1995 financieel uit de brand geholpen door de Rabobank, die eenmalig 20.000 gulden ter beschikking stelde als kapitaal, zodat de stichting van de rente elk jaar de haringuitreiking kan verzorgen. Voor de kerk van Niekerk werd in 1983 ter ere van Menno Jeltema door beeldhouwer Harm Blanken het kunstwerk De Haringeters opgericht.

## Bevolkingsontwikkeling
| Demografische ontwikkeling tussen 1859 en 2018                      |
| ------------------------------------------------------------------- |
|                                                                     |
| ■ Data afkomstig van volkstellingen.nl ■ Data afkomstig van het CBS |

## Gebouwen

### Kerk
De hervormde kerk van Niekerk is een van oorsprong romaans kerkgebouw uit de 12e of de eerste helft van de 13e eeuw middeleeuwen. De kerktoren werd opgetrokken in de 13e eeuw. Opmerkelijk is de dwarsarm aan de zuidzijde van de kerk, waarschijnlijk was deze bedoeld als begin van een kruiskerk, maar aan de noordzijde is nooit een corresponderende uitbouw opgetrokken.
Het kerkhof rond de kerk is verhoogd met grond die vrijkwam bij het graven van een (later weer gedempte) gracht rond het kerkhof. Aan de binnenzijde van de gracht liep het lijkpad. Uit opgravingen is gebleken dat het kerkhof al bestond voordat de stenen kerk werd gebouwd. Naast de kerk staat een verenigingsgebouwtje uit 1939, dat sinds 2000 de naam De Zaaier draagt in de voorgevel.

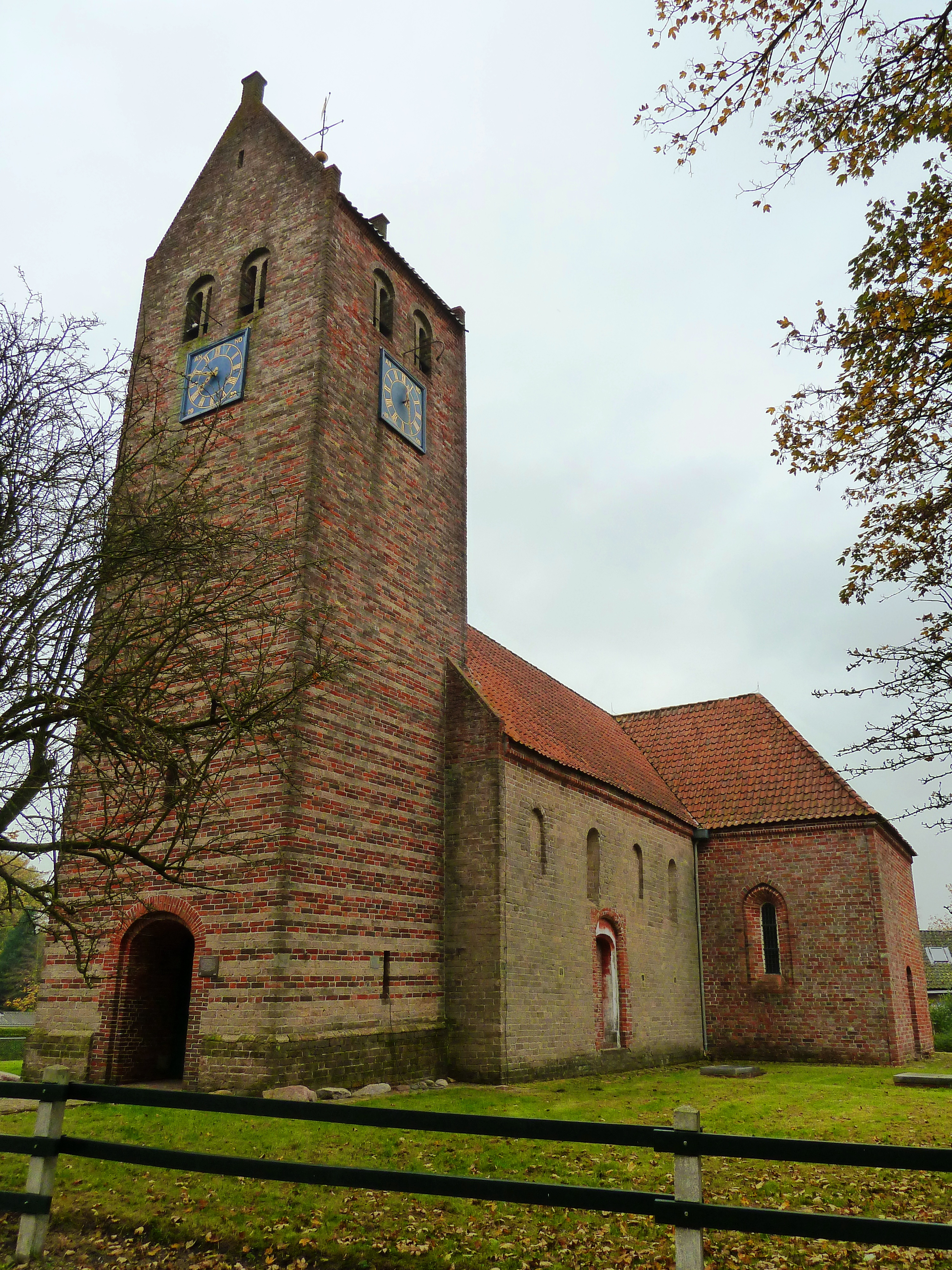
Kerk en toren van Niekerk, voorgevel
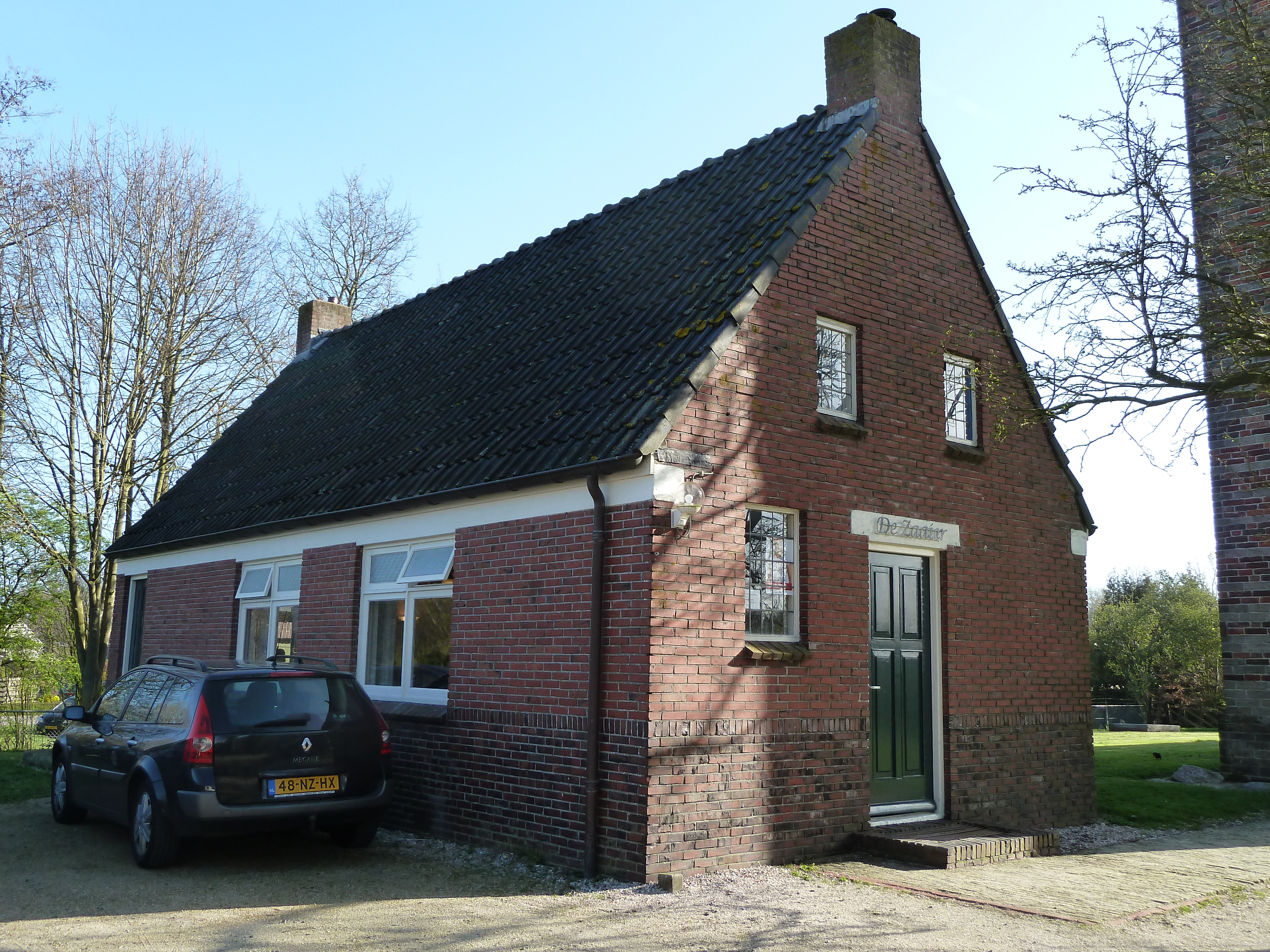
Verenigingsgebouwtje De Zaaier

### Pastorie en school
Ten westen van de kerk stond vroeger een pastorieboerderij (de 'weeme'), waarbij ook een boomgaard, moestuin en een stuk land behoorde. In 1902 werd de schuur van de pastorieboerderij afgebroken. In 1915 werd de pastorieboerderij afgebroken en vervangen door een nog steeds bestaande villa. In de jaren 1980 werd een nieuwe pastorie gebouwd aan de overzijde van de weg. Ten oosten van de hervormde kerk staat het in neoclassicistische stijl opgetrokken Huis Welgelegen, dat in 1864 werd gebouwd als schoolmeesterswoning en sinds 2011 dienstdoet als atelier.
De afscheiding en doleantie zorgden ervoor dat in zusterdorp Oldekerk een gereformeerde kerk en gereformeerde school verrezen, terwijl de hervormde kerk en openbare lagere school in Niekerk bleven bestaan. De openbare lagere school zal waarschijnlijk voortgekomen zijn uit de reformatie rond 1600. Vanaf 1773 was de leiding van de school bijna een eeuw lang in handen van de onderwijzersfamilie Olthoff (achtereenvolgens Gerrit, Andries en Gerrit Olthoff). Over de schoolgebouwen is weinig bekend. In 1958 werd een nieuw schoolgebouw gebouwd, dat in 2004 is vervangen door het huidige schoolgebouw. Op de plek van het oude gebouw (aan de Burg. Ritzemastraat) zijn daarop nieuwe huizen gebouwd. De naam 'OBS De Opstap' werd aangenomen in 1989, na de integratie van kleuterschool en lagere school.

### Molens

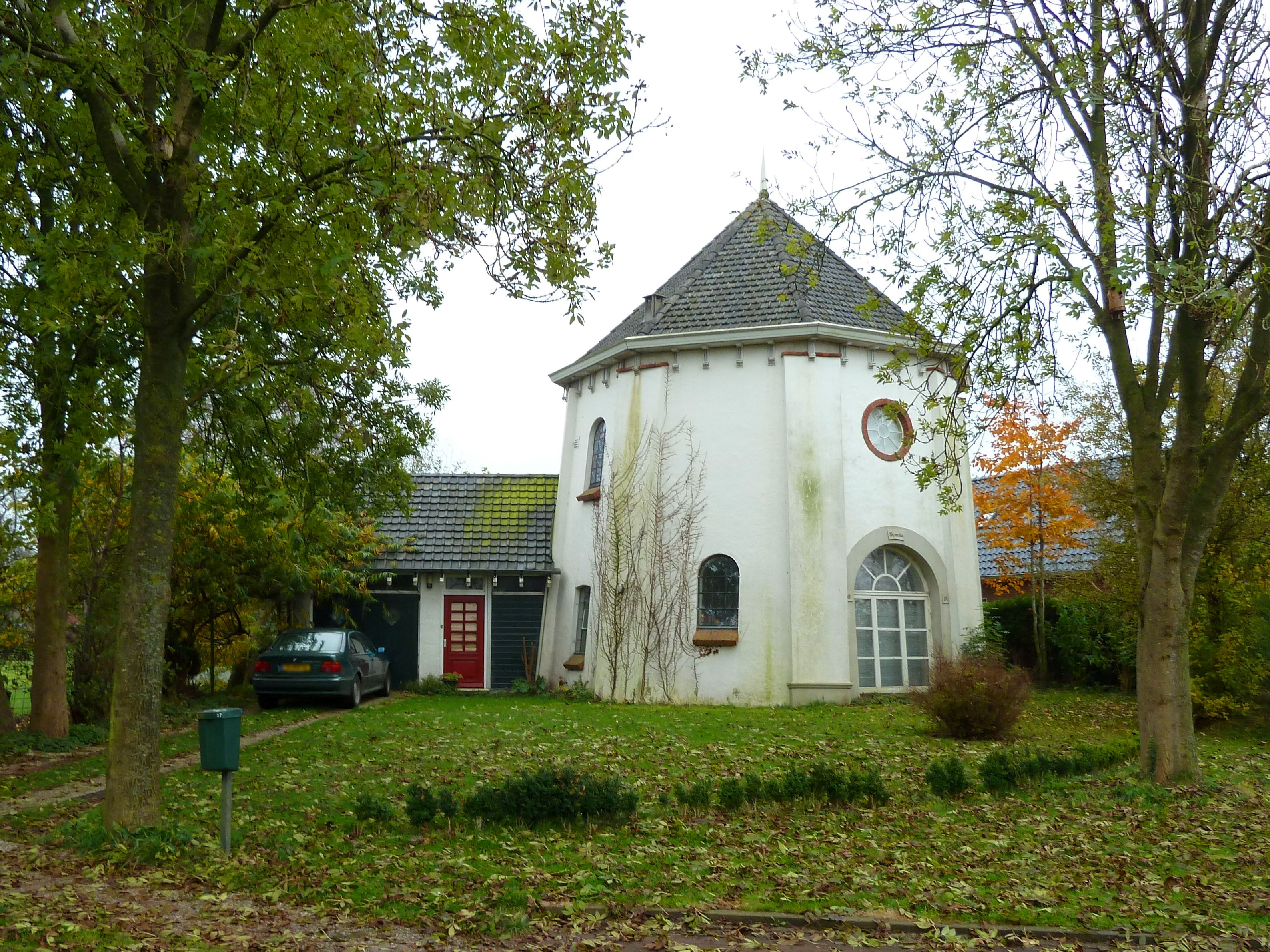
De tot woning verbouwde molenromp van pel- en korenmolen De Noordstar

Niekerk heeft twee korenmolens gehad in het dorp. Aan het begin van de Havenstraat (vroeger Schipsloot) lag de molenberg, waar de dorpsmolen stond, die reeds voorkomt in 1616. Tegenover deze molen, aan westzijde van de weg werd de sarrieshut gebouwd. Om de maalbelasting te omzeilen had de molenaar een onderaardse gang gegraven naar de bakkerij verderop. In 1846 kreeg de molen concurrentie van de nieuwe pelmolen 'De Noordstar' verderop aan de Havenstraat. De molenaar van de dorpsmolen wilde niet achterblijven en liet zijn oude standerdmolen afbreken en vervangen door een nieuwe achtkante stellingmolen. In 1855 werd de maalbelasting afgeschaft. Beide molens functioneerden enkele decennia naast elkaar. De Noordstar ging vanaf 1865 ook koren malen. De eerste molenaar gaf er daarop de brui aan in 1874 en verkocht zijn molen op afbraak (nu De Jonge Hendrik in Den Andel). De sarrieshut en het molenhuis werden afgebroken in 1977. De Noordstar werd eveneens in 1874 onttakeld en de bovenbouw werd in 1875 verkocht en gebruikt voor De Jonge Held bij Slaperstil. De molen ging door op stoomkracht. In 1910 verbrandde de romp, maar het achtkante onderstel bleef behouden. De molen werd toen aangedreven door een oliemotor en vanaf 1918 door een elektrische motor. In 1976 verbrandde de molenromp opnieuw, waarna de romp in 1988 werd hersteld en de onderbouw is verbouwd tot woning.

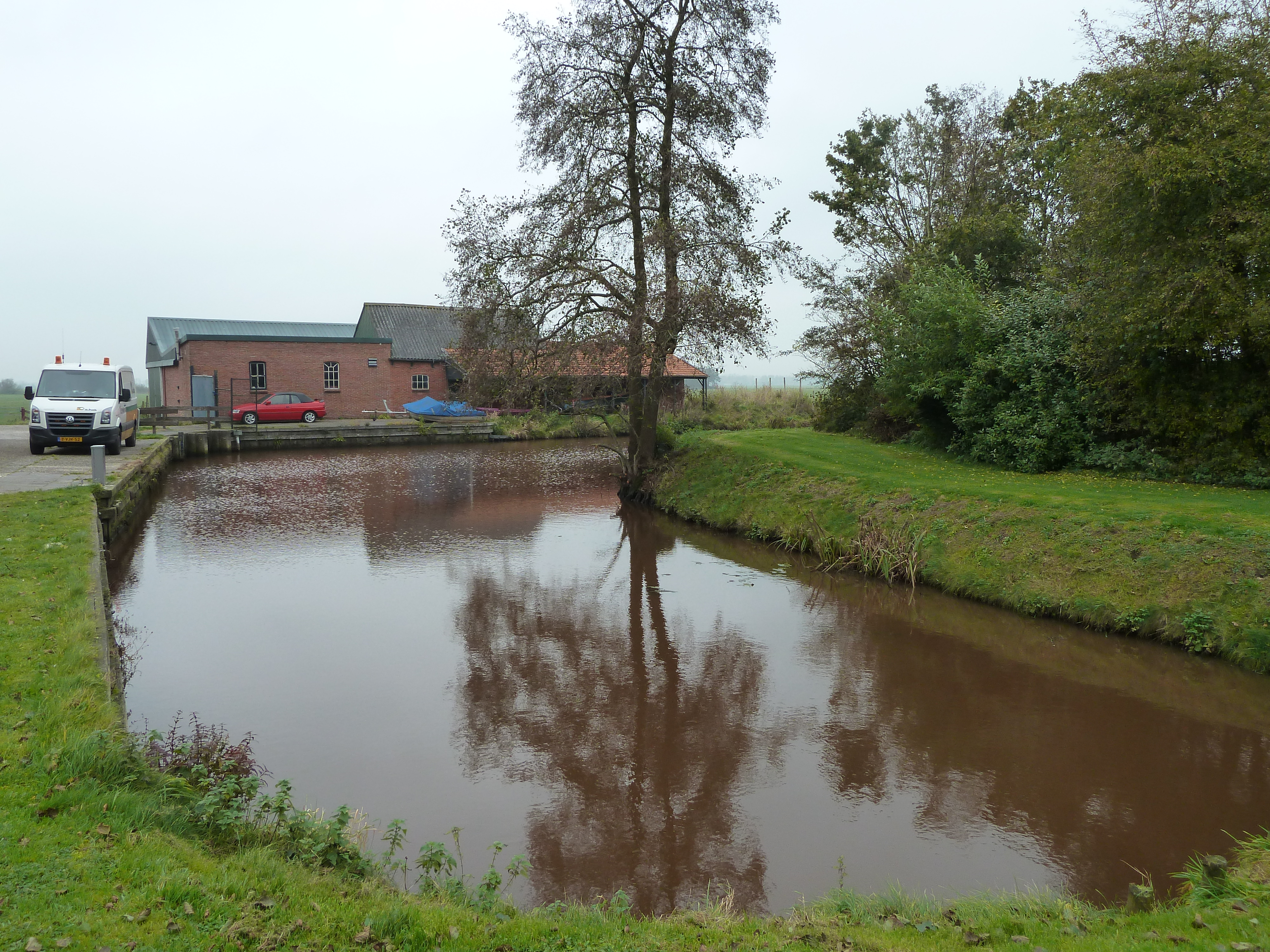
Het voormalige gemaaltje aan het einde van de Havenstraat. De homocamping bevindt zich rechts van het water, dat vroeger onderdeel vormde van het haventje van Niekerk

In en met name rondom Niekerk stonden vroeger ook een groot aantal poldermolens. Op kaarten uit het begin van de 19e eeuw zijn er zeker een stuk of 15 te zien. In 1801 werden ter bemaling van de polder Hoop en Verwachting twee molens gebouwd ter hoogte van het Hoendiep (het huidige Van Starkenborghkanaal); De Hoop aan noordzijde van de Katerhals en De Verwachting iets westelijker aan het einde van het Kleine of Lutjediep (parallel aan Katerhals, verdwenen in 20e eeuw). De Verwachting brandde af in 1871 en werd herbouwd, maar brandde al in 1876 weer af om wederom herbouwd te worden. Echter niet voor lang, want reeds in 1879 werd ter vervanging van beide molens aan het einde van de Havenstraat (op de plek van de oude poldermolen De Eendraght; ca. 1801-1879) het stoomgemaal Hoop en Verwachting gebouwd als uitvloeisel van de samenvoeging van alle kleine polders rond Niekerk en Oldekerk in 1869. De Hoop werd in 1880 verplaatst naar Nieuw-Weerdinge, om daar te herrijzen als korenmolen (Molen Salomons, in 1927 onttakeld, in 1949 afgebroken tot romp, staat er nog steeds). De 3e Verwachting was in 1876 gebouwd met gebruikmaking van materiaal van zaagmolen De Wolf uit Groningen (uit 1864) en werd in 1879 verplaatst als poldermolen naar de IJzermieden onder Gerkesklooster (in 1938 eveneens vervangen door een gemaal). Het nieuwe gemaal maakte het mogelijk het Oldekerkermeer droog te malen en in cultuur te brengen, al duurde het nog jaren alvorens de blauwgrassen verdwenen. In 1918-19 (in 1919 werd het waterschap uitgebreid met de Beijmapolder) werd het stoomgemaal vervangen door een elektrisch gemaal en werd het waterschap De Hoop en Verwachting opgericht. In 1973 ging het waterschap op in waterschap Westerkwartier en in 1995 in waterschap Noorderzijlvest. In de jaren 1980 werden ter vervanging van dit gemaal de gemalen Noorderland en Zuiderland gebouwd.

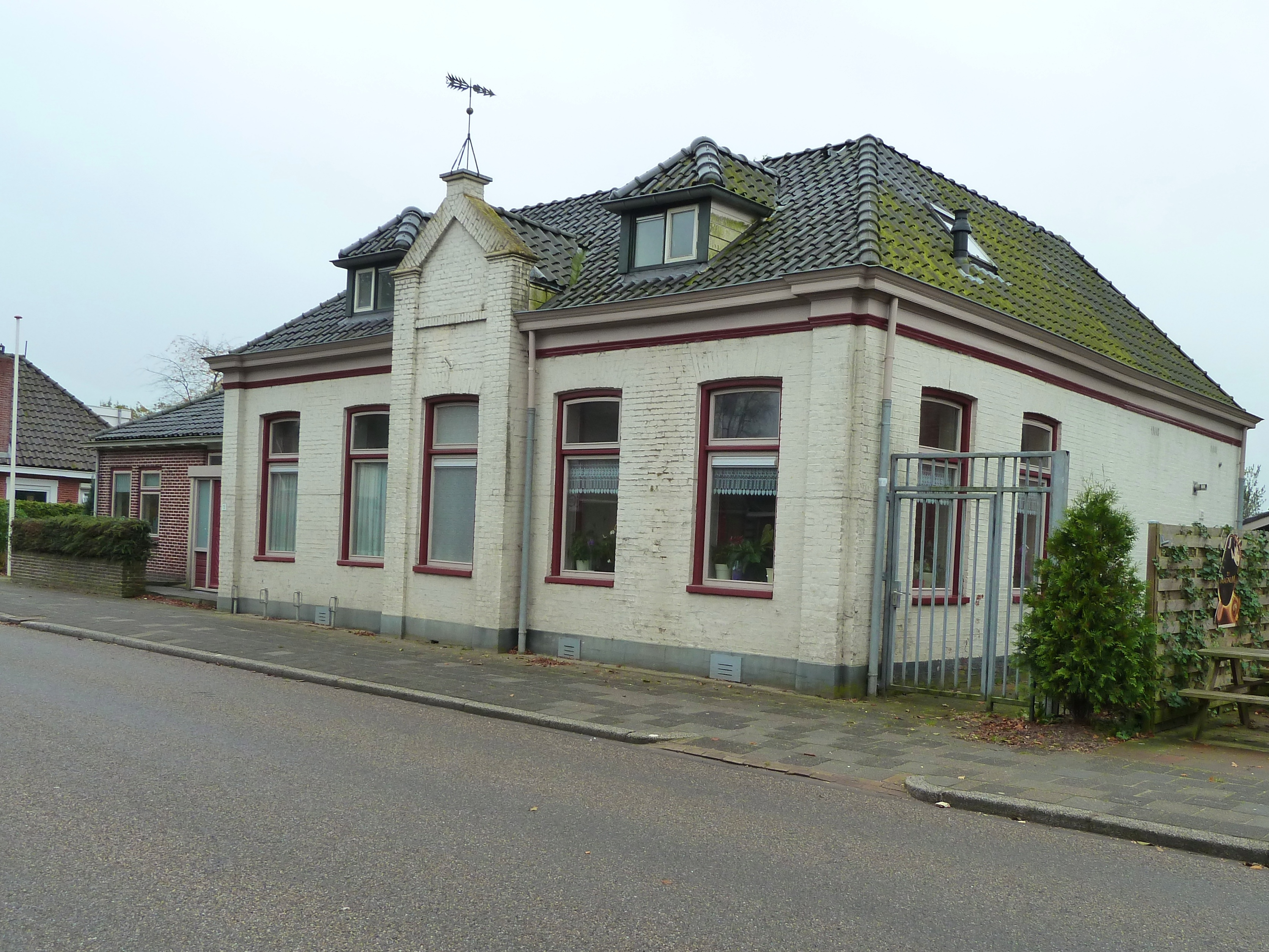
Het oude gemeentehuis van Oldekerk aan de Aldringastraat in Niekerk

### Overige gebouwen
In 1899 werd in Niekerk de handzuivelfabriek 'Ons Voordeel' opgericht, die echter al in 1904 weer werd verkocht. In 1907 werd een nieuwe poging ondernomen door er een stoomzuivelfabriek op te richten. De fabriek was door het kleine achterland eveneens geen lang leven beschoren. In 1910 brandde de fabriek volledig af en werd niet weer herbouwd.
Het dorp heeft een groot aantal herbergen, logementen en cafés geteld. Tegenover de oude kerk stond vroeger een herberg, die aan de zuidwestelijke route van de stad Groningen naar Friesland (via Leegkerk, Zuidhorn, Niekerk en Grootegast) lag. Belangrijke beslissingen in het dorp werden vaak in deze herberg genomen. Ergens in de 20e eeuw is de herberg afgebroken. Aan de Aldringastraat bevond zich in de 19e eeuw café 'Het Oude Gemeentehuis', waar de gemeente lange tijd vergaderde. Nadat de combinatie herberg-gemeentehuis werd verboden met de drankwet van 1881, werd op de plaats van het café (nu Aldringastraat 15) het later witgepleisterde gemeentehuis van Oldekerk gebouwd, dat sinds 1990 in gebruik is als woonhuis. Naast het gemeentehuis bevond zich ook een café (café Ploegh). Dit pand wordt nu geëxploiteerd als café 'De Halte'.
Aan de Bloemersmastraat staat sinds 1964 dorpshuis De Rotonde van dorpsbelangen Niekerk-Oldekerk-Faan.

## Sport en recreatie
Niekerk heeft sinds 1945 een voetbalclub (VV Niekerk) en sinds 1994 een schietclub (De Kleine Wereld).
Aan het einde van de Havenstraat, tegenover het oude gemaal, bevindt zich sinds 1996 homocamping De Heerenborgh. Deze camping is volgens de eigenaar alleen toegankelijk voor mannen, omdat deze zich 'onder elkaar' volgens hem anders gedragen dan wanneer er vrouwen (inclusief lesbiennes) in de buurt zijn. Het is de enige homocamping van de provincie Groningen. De camping werd oorspronkelijk als gemeentelijke camping 'Niekerkerdiep' aangelegd in 1982 op de plek van een oude waterzuiveringsinstallatie. Sinds 1991 is er aan de Maarsdijk verder kampeerboerderij (sinds 2010: Boertel) en camping 'De Maarsdijk' gevestigd.

## Leukste dorp van Groningen
Zowel in 2011 als in 2013 deed Niekerk met succes mee aan Het leukste dorp van Groningen, een competitie op initiatief van RTV Noord en het Dagblad van het Noorden. In september 2011 eindigde Niekerk nog als tweede achter Zevenhuizen, maar twee jaar later, in augustus 2013, ging het dorp er met de titel vandoor. In de finale kreeg Niekerk 7424 stemmen en eindigde daarmee bovenaan, ruim voor Zoutkamp (6081 stemmen) en Usquert (2712 stemmen).

## Geboren
- Andries Olthoff (1857-1912), burgemeester
- Janna van Kooten (2004), zwemster